# Invocation of My Demon Brother
Invocation of My Demon Brother (it: "L'invocazione del mio fratello demone") è un cortometraggio sperimentale del 1969 scritto, diretto e montato dal regista d'avanguardia Kenneth Anger. La musica della colonna sonora venne composta da Mick Jagger dei Rolling Stones suonando un sintetizzatore Moog.

## Trama
Il cortometraggio mostra gli attori del cast, che comprendevano anche il futuro complice di Charles Manson, Robert "Bobby" Beausoleil, e il fondatore della "Chiesa di Satana" californiana Anton LaVey, mentre fumano attraverso un teschio, e la cerimonia funebre "satanica" per il funerale di un gatto domestico.

## Produzione
Il cortometraggio venne girato a San Francisco allo Straight Theater di Haight Street e nella William Westerfeld House (ex nightclub "Russian Embassy").
Secondo lo stesso Kenneth Anger, il film fu assemblato mettendo insieme gli scarti della prima versione di Lucifer Rising.
Invocation of My Demon Brother si aggiudicò la decima edizione del premio Film Culture che venne assegnato al regista.